# Philippe Boisse
Philippe Boisse, född den 18 mars 1955 i Neuilly-sur-Seine, Frankrike, är en fransk fäktare som bland annat tog OS-silver i herrarnas lagtävling i värja i samband med de olympiska fäktningstävlingarna 1984 i Los Angeles.
Han är far till fäktaren Érik Boisse. 